# 733
733 (DCCXXXIII) var ett normalår som började en torsdag i den julianska kalendern.

## Händelser

### Okänt datum
- Leo II säger upp Balkan, Sicilien och Kalabrien från rättsskipning av påven, som svar på Gregorius III:s stöd för en revolt i Italien mot ikonoklasm. Brytningen mellan påven och det Bysantinska riket är därmed nästan slutförd.

## Födda
- Kejsar Junnin av Japan (död 765)
- Lu Yu, kinesisk författare av Chajing (död 804)

## Avlidna
- Li Yuanhong